# Ròcha-sauva
Ròcha-sauva (en francès Rochessauve) és un municipi francès situat al departament de l'Ardecha i a la regió d'Alvèrnia-Roine-Alps. L'any 2007 tenia 378 habitants.

## Demografia

### Població
El 2007 la població de fet de Rochessauve era de 378 persones. Hi havia 156 famílies de les quals 48 eren unipersonals (28 homes vivint sols i 20 dones vivint soles), 32 parelles sense fills, 60 parelles amb fills i 16 famílies monoparentals amb fills.
La població ha evolucionat segons el següent gràfic:
Habitants censats

### Habitatges
El 2007 hi havia 216 habitatges, 155 eren l'habitatge principal de la família, 50 eren segones residències i 11 estaven desocupats. 202 eren cases i 13 eren apartaments. Dels 155 habitatges principals, 122 estaven ocupats pels seus propietaris, 29 estaven llogats i ocupats pels llogaters i 4 estaven cedits a títol gratuït; 2 tenien una cambra, 11 en tenien dues, 36 en tenien tres, 40 en tenien quatre i 66 en tenien cinc o més. 133 habitatges disposaven pel capbaix d'una plaça de pàrquing. A 60 habitatges hi havia un automòbil i a 84 n'hi havia dos o més.

### Piràmide de població
La piràmide de població per edats i sexe el 2009 era:
| Homes | Edats   | Dones |
| ----- | ------- | ----- |
| 0     | 95 o +  | 0     |
| 0     | 90 a 94 | 0     |
| 4     | 85 a 89 | 0     |
| 4     | 80 a 84 | 4     |
| 0     | 75 a 79 | 8     |
| 16    | 70 a 74 | 4     |
| 4     | 65 a 69 | 4     |
| 8     | 60 a 64 | 8     |
| 4     | 55 a 59 | 0     |
| 12    | 50 a 54 | 4     |
| 12    | 45 a 49 | 16    |
| 8     | 40 a 44 | 24    |
| 16    | 35 a 39 | 12    |
| 8     | 30 a 34 | 20    |
| 8     | 25 a 29 | 0     |
| 12    | 20 a 24 | 4     |
| 20    | 15 a 19 | 12    |
| 0     | 10 a 14 | 16    |
| 16    | 5 a 9   | 0     |
| 0     | 0 a 4   | 20    |

## Economia
El 2007 la població en edat de treballar era de 251 persones, 191 eren actives i 60 eren inactives. De les 191 persones actives 179 estaven ocupades (89 homes i 90 dones) i 12 estaven aturades (5 homes i 7 dones). De les 60 persones inactives 20 estaven jubilades, 19 estaven estudiant i 21 estaven classificades com a «altres inactius».

### Ingressos
El 2009 a Rochessauve hi havia 159 unitats fiscals que integraven 385,5 persones, la mediana anual d'ingressos fiscals per persona era de 16.217 €.

### Activitats econòmiques
Dels 15 establiments que hi havia el 2007, 1 era d'una empresa extractiva, 3 d'empreses de construcció, 1 d'una empresa de comerç i reparació d'automòbils, 1 d'una empresa de transport, 2 d'empreses d'hostatgeria i restauració, 1 d'una empresa immobiliària, 3 d'empreses de serveis, 1 d'una entitat de l'administració pública i 2 d'empreses classificades com a «altres activitats de serveis».
Dels 3 establiments de servei als particulars que hi havia el 2009, 1 era un paleta, 1 lampisteria i 1 electricista.
L'any 2000 a Rochessauve hi havia 25 explotacions agrícoles que ocupaven un total de 1.584 hectàrees.

## Poblacions més properes
El següent diagrama mostra les poblacions més properes.